# Bundesstraße 524
Die Bundesstraße 524 (Abkürzung: B 524) war eine deutsche Bundesstraße im südlichen Niedersachsen.

## Geschichte/Weiteres
Die Bundesstraße 524 wurde erst in der Mitte der 1970er Jahre gebaut, um einen besseren Anschluss an die Bundesautobahn 7 zu ermöglichen. 2003 wurde sie im Rahmen des Verkehrsprojektes Deutsche Einheit Nr. 13 zu einer Autobahn ausgebaut und Teil der Bundesautobahn 38.
Sie verlief von der Anschlussstelle „Friedland“ an der Bundesautobahn 7 bis zur Bundesstraße 27 zwischen den Ortschaften Friedland in Niedersachsen und Marzhausen in Hessen. Sie war ungefähr vier Kilometer lang und stellte die Verknüpfung der Bundesstraße 27 von Süden zur Bundesautobahn 7 her. Heute ist sie in voller Länge der Anfangsteil der Bundesautobahn 38 vom jetzigen Autobahndreieck Drammetal (früher Anschlussstelle Friedland an der Bundesautobahn 7) nach Halle (Saale) und Leipzig.